# ليلى النيهوم
ليلى النيهوم من مواليد 1961 كاتبة وصحفية ومحررة وشاعرة ليبية.

## حياتها المهنية والوظيفية
نيهوم هي امرأة رائدة في إعادة تشكيل المشهد الأدبي في ليبيا. كانت أول كاتبة من ليبيا يتم قبولها للانضمام إلى برنامج الكتاب الدولي في جامعة أيوا. وقد تم نشرهاعلى نطاق واسع على شبكة الإنترنت والمطبوعة، بما في ذلك مجلدات تحريرها ومجموعاتها من الشعر. يعكس شعرها الحياة الحديثة في ليبيا، مع قصائد مثل فراشات المعنى تعكس الأسرة والصداقة. في المقابل تناقش ذوبان الشمس توقعات الوالدين.
نيهوم كتبت عن الربيع العربي وأثره على ليبيا. كتبت يا ليبيا في عام 2011، لإنشاء بيان شعري لبلدها. وهي شاعرة معترف بها في ليبيا وكاتبة معاصرة رائدة  وناقدة للمشهد الفني في ليبيا.

## عملها الصحفي
الكتابة والتحرير الصحفي المنتظمين في الصحف المختلفة في ليبيا، بما في ذلك «البيت»، و «المعتمر»، و «المعجل»، و «فور سيزونز». كما كانت نيهوم تنشر مقالات النقد الأدبي
قامت بتحرير مجلة تزينون بمشاركة مجموعة من الشعراء الليبيين الشباب الذين كانو يكتبون في التسعينيات ونشر مجموعة من القصص القصيرة العالمية أطلقت عليها (الأفق الأزرق).